# 26971 Сезімово Усті
26971 Сезімово Усті (26971 Sezimovo Ústí) — астероїд головного поясу, відкритий 25 вересня 1997 року.
Тіссеранів параметр щодо Юпітера — 3,367.
Названо на честь міста Сезімово Усті у Південночеському краї, Чехія.